# Rønnebæksholm
Rønnebæksholm er en gammel hovedgård, som nævnes første gang i 1321. Gården ligger i Rønnebæk Sogn i Næstved Kommune. Hovedbygningen er opført i 1734 og ombygget i 1841, 1889 og 1890.
Rønnebæksholm Gods er på 230,5 hektar. Bygningen bruges som kunsthal.

## Ejere af Rønnebæksholm
- (1315-1321) Jens Tuesen Due-Glob
- (1321-1350) Cort Moltke
- (1350-1399) Fikke Moltke
- (1399-1571) Kronen
- (1571-1597) Casper Paslick
- (1597-1628) Frederik Caspersen Paslick
- (1628-1634) Claus Clausen Paslick
- (1634-1646) Knud Clausen Paslick
- (1646-1653) Edel Johansdatter Urne gift Mund
- (1653-1723) Niels Mund
- (1723-1727) Dorothea Frandsdatter Rantzau gift Mund
- (1727) Johan Rantzau Mund
- (1727) Niels Vind
- (1727-1750) Christopher Tage
- (1750-1753) Jens Müller
- (1753-1755) Barbara Marie Munthe gift (1) Müller (2) Waltersdorff
- (1755-1761) Carl Juel
- (1761-1763) Peder Collet
- (1763-1764) Enkefru Collet
- (1764-1777) Johan Collet
- (1777-1781) Magnus Beringschiold
- (1781-1783) Marie Christine von Cappelen gift Beringschiold
- (1783-1798) Ditlev Beringschiold-Wedelsparre
- (1798-1820) Joachim Moltke
- (1820-1830) Ellen Cathrine Kristine Bruun de Neergaard gift Moltke
- (1830-1840) Thomas Ludvig Grüner
- (1840-1841) Harald Toft
- (1841-1851) Ane Marie Elise Carlsen gift (1) Toft (2) N.F.S. Grundtvig
- (1851-1854) Haralda Judithe Johanne Margrethe Haraldsdatter Toft gift Collet
- (1854-1869) Hans Rasmussen Carlsen
- (1869-1896) Peter Ferdinand Collet
- (1896-1942) Holger Peter Harald Collet
- (1942-1945) Palæmona von Geijer gift Collet
- (1945-1966) Carl Frederik Collet
- (1966-1998) Keld Riff Andersen (kun hovedbygningen)
- (1966-1975) Carl Frederik Collet (jorden og avlsgård)
- (1975-1985) Enkefru Else Collet (jorden og avlsgård)
- (1985-1994) Peter Collet (jorden og avlsgård)
- (1994-1998) Næstved Kommune (jorden og avlsgård)
- (1998-) Næstved Kommune (hovedbygningen, jorden og avlsgård)

## Rønnebæksholm trinbræt
Byen Rønnebæk 1 km øst for hovedgården havde trinbræt på Næstved-Præstø-Mern Banen (1900-61). Trinbrættet har også heddet Rønnebæksholm, fordi det foruden den daværende kirkelandsby også betjente hovedgården. Den fik anlagt et sidespor til sukkerroetransporter i 1913, hvor banen blev forlænget fra Præstø til saftstationen i Mern.